# Nesse-Apfelstädt
Nesse-Apfelstädt is een landgemeente in de Duitse deelstaat Thüringen, en maakt deel uit van de landkreis Gotha.
Nesse-Apfelstädt telt 5.995 inwoners.
De landgemeente ontstond in 2009 door de fusie van de vroegere gemeenten Apfelstädt, Gamstädt, Ingersleben en Neudietendorf. Daarnaast omvat de landgemeente nog de kernen Kleinrettbach en Kornhochheim.
Steden: Friedrichroda · Gotha · Ohrdruf · Tambach-Dietharz · Waltershausen

Overige gemeenten: Bad Tabarz · Bienstädt · Dachwig · Döllstädt · Drei Gleichen · Emleben · Eschenbergen · Friemar · Georgenthal · Gierstädt · Großfahner · Herrenhof · Hohenkirchen · Hörsel · Leinatal · Luisenthal · Molschleben · Nesse-Apfelstädt · Nessetal · Nottleben · Petriroda · Pferdingsleben · Schwabhausen · Sonneborn · Tonna · Tröchtelborn · Tüttleben · Zimmernsupra